# ライオンボス
ライオンボス（欧字名:Lion Boss、2015年3月19日 - ）は、日本の競走馬。2019年のアイビスサマーダッシュの勝ち馬である。
新潟競馬場の1000m直線コースで好走したことから「千直の鬼」、「千直王者」と呼ばれた。

## 経歴
- 当節の出典は、特記なき限りJBIS-Searchの競走成績[8]に基づく。

### 競走馬時代
2017年10月9日、東京競馬場の新馬戦（ダート1300m）で横山武史鞍上にデビューするが8着。福島競馬場、中京競馬場での未勝利戦にそれぞれ13着、5着で敗れたのち、2018年2月24日に北村友一鞍上で出走した小倉競馬場の3歳未勝利戦（ダート1000m）では逃げを打って1着。
昇格後は中山競馬場、函館競馬場の500万下に出走するも見せ場なく敗れた。2018年7月1日、函館競馬場にて11番人気で出走した3歳以上500万下（ダート1000m）では未勝利戦以来の逃げを打ち、そのまま逃げ切って勝利を収めた。間を空けずに噴火湾特別（1000万下、ダート1000m）に出走するも4着に敗れている。
その後は休養を挟み、2019年1月26日には初の芝となる知立特別（芝1200m）に出走するが16着のシンガリ負けを喫する。続いて3月10日の4歳以上1000万下（ダート1200m）ではダートに戻るも再び16着のシンガリ負けと惨敗する。5月4日に出走した新潟競馬場の邁進特別（1000万下、芝1000m）では鮫島克駿鞍上で再び芝に挑戦、15番人気という低評価の中、逃げ切りに成功し1着。中1週空けて挑んだ同じ条件の韋駄天ステークス（OP）でも逃げ切って勝利した。
7月28日には初の重賞となるアイビスサマーダッシュに当初は鮫島克駿が騎乗予定だったが、前日のレースで落馬負傷して騎乗不可能となり、急遽田辺裕信鞍上で出走。単勝1.9倍の1番人気に推された中、好スタートを決め外ラチ沿いに馬体を寄せると、他馬に並ばせることなく先頭をキープし最後まで失速することなく押し切り1着、重賞初制覇を収めた。
8月25日には距離延長となるキーンランドカップに出走するも11着。10月27日には距離を戻してルミエールオータムダッシュ（芝1000m）に出走するがレジーナフォルテにクビ差及ばず2着、新潟1000mコースで初の敗戦となった。
半年間の休養を挟み2020年4月12日、春雷ステークス（芝1200m）で復帰するが8着。5月24日には2回目となる韋駄天ステークスに出走、ジョーカナチャンの追撃をアタマ差で振り切って1着、連覇を飾った。7月26日には連覇を狙ってアイビスサマーダッシュに出走。単勝2.4倍の1番人気に推されるがジョーカナチャンにハナを奪われ、差を詰めたものの追いつけずアタマ差の2着となり連覇を逃した。
その後は再び半年間の休養を挟み、2021年3月21日の千葉ステークス（ダート1200m）で復帰するが16着と惨敗。5月23日には3回目の韋駄天ステークスに出走、単勝2.8倍の1番人気に推されるが失速して9着。初めて1000m直線コースで連を外すことになった。7月25日には3回目のアイビスサマーダッシュに出走。ハナを奪い逃げを打ったが、4・5番手を追走していたオールアットワンスに残り400mでかわされ、3/4馬身差の2着となった。秋に入り、10月31日のルミエールオータムダッシュに出走するも13着に沈み、6歳シーズンを終えた。
6歳となった2022年は1月15日のカーバンクルステークスから始動し9着。4月10日の春雷ステークスでは5着と掲示板に乗るも、アイビスサマーダッシュとルミエールオータムダッシュでは共に10着に終わった。
7歳となった2023年も二桁着順が続くなど精彩を欠き、同年9月2日付けでJRAの競走馬登録を抹消され、川崎競馬へ移籍し5戦したが、いずれも大敗に終わり、2024年10月8日付で地方競馬からも登録を抹消され引退した。

### 引退後
引退後、2025年より功労馬繋養支援事業の助成対象馬となり、福島県飯館村の馬・デイズクラブにて繋養されている。

## 競走成績
以下の内容はnetkeiba.comおよびJBISサーチの情報に基づく。
| 競走日     | 競馬場 | 競走名         | 格       | 距離（馬場）  | 頭 数 | 枠 番 | 馬 番 | オッズ （人気） | 着順 | タイム （上り3F） | 着差 | 騎手        | 斤量 [kg] | 1着馬（2着馬）       | 馬体重 [kg] |
| ---------- | ------ | -------------- | -------- | ------------- | ----- | ----- | ----- | --------------- | ---- | ----------------- | ---- | ----------- | --------- | -------------------- | ----------- |
| 2017.10.09 | 東京   | 2歳新馬        |          | ダ1300m（稍） | 15    | 2     | 3     | 034.80（7人）   | 08着 | R1:21.2（37.7）   | -2.4 | 0横山武史   | 52        | スターリーウォリア   | 514         |
| 0000.11.11 | 福島   | 2歳未勝利      |          | ダ1700m（良） | 15    | 5     | 8     | 112.6（12人）   | 13着 | R1:54.9（45.2）   | -6.5 | 0横山武史   | 52        | ブロンズケイ         | 516         |
| 2018.01.13 | 中京   | 3歳未勝利      |          | ダ1200m（稍） | 16    | 2     | 3     | 051.80（8人）   | 05着 | R1:14.4（38.3）   | -2.1 | 0藤田菜七子 | 53        | ペルペトゥオ         | 520         |
| 0000.02.24 | 小倉   | 3歳未勝利      |          | ダ1000m（良） | 14    | 6     | 9     | 012.40（5人）   | 01着 | R0:59.8（36.8）   | -0.8 | 0北村友一   | 56        | （マッスルバローズ） | 518         |
| 0000.03.31 | 中山   | 3歳500万下     |          | ダ1200m（良） | 16    | 3     | 5     | 058.0（10人）   | 07着 | R1:13.1（37.6）   | -1.1 | 0内田博幸   | 56        | クレヴァーパッチ     | 514         |
| 0000.06.17 | 函館   | 3歳上500万下   |          | ダ1000m（良） | 12    | 7     | 9     | 011.30（5人）   | 08着 | R1:00.2（36.4）   | -1.6 | 0北村友一   | 54        | タマモコーラス       | 516         |
| 0000.07.01 | 函館   | 3歳上500万下   |          | ダ1000m（不） | 12    | 8     | 11    | 056.3（11人）   | 01着 | R0:58.7（36.0）   | -0.0 | 0北村友一   | 54        | （リガス）           | 508         |
| 0000.07.07 | 函館   | 噴火湾特別     | 1000万下 | ダ1000m（重） | 12    | 7     | 9     | 018.10（6人）   | 04着 | R0:59.0（36.1）   | -0.8 | 0北村友一   | 54        | レイダー             | 514         |
| 2019.01.26 | 中京   | 知立特別       | 1000万下 | 芝1200m（良） | 16    | 4     | 7     | 066.7（12人）   | 16着 | R1:10.0（35.4）   | -1.8 | 0秋山真一郎 | 56        | コパノディール       | 532         |
| 0000.03.10 | 中山   | 4歳上1000万下  |          | ダ1200m（良） | 16    | 3     | 6     | 031.10（9人）   | 16着 | R1:13.2（38.0）   | -1.5 | 0武藤雅     | 56        | ブラックランナー     | 530         |
| 0000.05.04 | 新潟   | 邁進特別       | 1000万下 | 芝1000m（良） | 16    | 3     | 5     | 098.1（15人）   | 01着 | R0:54.1（32.0）   | -0.8 | 0鮫島克駿   | 53        | （サラドリーム）     | 534         |
| 0000.05.19 | 新潟   | 韋駄天S        | OP       | 芝1000m（良） | 16    | 8     | 15    | 002.00（1人）   | 01着 | R0:53.9（32.2）   | -0.1 | 0鮫島克駿   | 53        | （カッパツハッチ）   | 538         |
| 0000.07.28 | 新潟   | アイビスSD     | GIII     | 芝1000m（良） | 18    | 6     | 11    | 001.90（1人）   | 01着 | R0:55.1（33.0）   | -0.1 | 0田辺裕信   | 56        | （カッパツハッチ）   | 538         |
| 0000.08.25 | 札幌   | キーンランドC  | GIII     | 芝1200m（稍） | 16    | 6     | 11    | 023.10（9人）   | 11着 | R1:10.2（37.0）   | -1.0 | 0J.ルパルー | 57        | ダノンスマッシュ     | 528         |
| 0000.10.27 | 新潟   | ルミエールAD   | L        | 芝1000m（稍） | 18    | 4     | 7     | 003.90（2人）   | 02着 | R0:56.4（34.0）   | -0.0 | 0鮫島克駿   | 58        | レジーナフォルテ     | 530         |
| 2020.04.12 | 中山   | 春雷S          | L        | 芝1200m（稍） | 16    | 1     | 1     | 017.50（8人）   | 08着 | R1:08.6（34.8）   | -0.3 | 0鮫島克駿   | 56        | ラヴィングアンサー   | 546         |
| 0000.05.24 | 新潟   | 韋駄天S        | OP       | 芝1000m（良） | 16    | 5     | 10    | 002.80（1人）   | 01着 | R0:54.2（32.1）   | -0.0 | 0鮫島克駿   | 57.5      | （ジョーカナチャン） | 542         |
| 0000.07.26 | 新潟   | アイビスSD     | GIII     | 芝1000m（良） | 18    | 7     | 13    | 002.40（1人）   | 02着 | R0:54.5（32.6）   | -0.0 | 0鮫島克駿   | 57        | ジョーカナチャン     | 538         |
| 2021.03.21 | 中山   | 千葉S          | OP       | ダ1200m（重） | 16    | 3     | 6     | 032.1（11人）   | 16着 | R1:14.1（39.9）   | -3.1 | 0藤田菜七子 | 57        | アポロビビ           | 548         |
| 0000.05.23 | 新潟   | 韋駄天S        | OP       | 芝1000m（稍） | 16    | 5     | 9     | 002.80（1人）   | 09着 | R0:57.6（35.2）   | -1.1 | 0鮫島克駿   | 58        | タマモメイトウ       | 538         |
| 0000.07.25 | 新潟   | アイビスSD     | GIII     | 芝1000m（良） | 17    | 6     | 12    | 004.70（2人）   | 02着 | R0:54.3（32.4）   | -0.1 | 0鮫島克駿   | 57        | オールアットワンス   | 544         |
| 0000.10.31 | 新潟   | ルミエールAD   | L        | 芝1000m（良） | 18    | 5     | 9     | 006.30（3人）   | 13着 | R0:56.2（33.6）   | -1.1 | 0菱田裕二   | 58        | マリアズハート       | 536         |
| 2022.01.15 | 中山   | カーバンクルS  | OP       | 芝1200m（良） | 16    | 8     | 15    | 073.6（12人）   | 09着 | R1:09.5（36.4）   | -0.8 | 0嶋田純次   | 57        | サンライズオネスト   | 554         |
| 0000.04.10 | 中山   | 春雷S          | L        | 芝1200m（良） | 16    | 7     | 14    | 033.3（13人）   | 05着 | R1:07.5（34.3）   | -0.7 | 0田辺裕信   | 57        | ヴェントヴォーチェ   | 544         |
| 0000.07.31 | 新潟   | アイビスSD     | GIII     | 芝1000m（良） | 18    | 1     | 1     | 022.60（9人）   | 10着 | R0:55.2（33.0）   | -0.8 | 0坂井瑠星   | 58        | ビリーバー           | 534         |
| 0000.10.30 | 新潟   | ルミエールAD   | L        | 芝1000m（稍） | 18    | 7     | 14    | 010.70（5人）   | 10着 | R0:56.0（33.1）   | -0.9 | 0藤田菜七子 | 57.5      | ジャズエチュード     | 528         |
| 2023.01.14 | 中山   | カーバンクルS  | OP       | 芝1200m（稍） | 16    | 2     | 3     | 045.1（13人）   | 16着 | 01:10.4（35.8）   | -1.4 | 0大野拓弥   | 58        | ジュビリーヘッド     | 550         |
| 0000.05.21 | 新潟   | 韋駄天S        | OP       | 芝1000m（良） | 16    | 3     | 6     | 045.7（13人）   | 13着 | R0:57.3（34.7）   | -0.8 | 0柴山雄一   | 58.5      | メディーヴァル       | 548         |
| 0000.07.30 | 新潟   | アイビスSD     | GIII     | 芝1000m（良） | 18    | 4     | 8     | 074.4（16人）   | 16着 | R0:57.0（34.7）   | -2.1 | 0大野拓弥   | 57        | オールアットワンス   | 538         |
| 0000.10.12 | 川崎   | 柿生SP         | OP       | ダ0900m（稍） | 12    | 8     | 11    | 013.80（5人）   | 12着 | R0:56.4（37.5）   | -2.7 | 0町田直希   | 57        | キモンルビー         | 532         |
| 0000.10.26 | 船橋   | カムイユカラSP | OP       | ダ1000m（良） | 11    | 7     | 8     | 099.1（10人）   | 10着 | R1:00.9（35.7）   | -1.4 | 0神尾香澄   | 53        | プライルード         | 535         |
| 0000.11.30 | 船橋   | 船橋記念       | SIII     | ダ1000m（良） | 10    | 1     | 1     | 110.30（8人）   | 09着 | R1:01.8（37.8）   | -2.9 | 0山崎誠士   | 57        | キモンルビー         | 532         |
| 2024.02.20 | 浦和   | 梅花賞         | OP       | ダ1400m（良） | 10    | 4     | 4     | 189.30（9人）   | 09着 | R1:31.4（39.6）   | -3.9 | 0藤本現暉   | 57        | オメガレインボー     | 537         |
| 0000.08.18 | 盛岡   | OROターフSP    | M2       | ダ1000m（良） | 14    | 7     | 11    | 090.20（9人）   | 14着 | R1:01.1（36.4）   | -2.4 | 0増田充宏   | 57        | マッドシェリー       | 514         |

## 血統表
| ライオンボスの血統                              | ライオンボスの血統                                                   | ライオンボスの血統                                                   | （血統表の出典）                                                     | （血統表の出典） |
| 父系                                            | Mr. Prospector系                                                     | Mr. Prospector系                                                     | Mr. Prospector系                                                     | [ § 2 ]          |
| 父 *バトルプラン Battle Plan 2005 鹿毛 アメリカ | 父の父*エンパイアメーカー Empire Maker 2000 黒鹿毛 アメリカ          | Unbridled                                                            | Fappiano                                                             | Fappiano         |
| 父 *バトルプラン Battle Plan 2005 鹿毛 アメリカ | 父の父*エンパイアメーカー Empire Maker 2000 黒鹿毛 アメリカ          | Unbridled                                                            | Gana Facil                                                           |                  |
| 父 *バトルプラン Battle Plan 2005 鹿毛 アメリカ | 父の父*エンパイアメーカー Empire Maker 2000 黒鹿毛 アメリカ          | Toussaud                                                             | El Gran Senor                                                        | El Gran Senor    |
| 父 *バトルプラン Battle Plan 2005 鹿毛 アメリカ | 父の父*エンパイアメーカー Empire Maker 2000 黒鹿毛 アメリカ          | Toussaud                                                             | Image of Reality                                                     |                  |
| 父 *バトルプラン Battle Plan 2005 鹿毛 アメリカ | 父の母Flanders 1992 栗毛 アメリカ                                    | Seeking the Gold                                                     | Mr. Prospector                                                       | Mr. Prospector   |
| 父 *バトルプラン Battle Plan 2005 鹿毛 アメリカ | 父の母Flanders 1992 栗毛 アメリカ                                    | Seeking the Gold                                                     | Con Game                                                             |                  |
| 父 *バトルプラン Battle Plan 2005 鹿毛 アメリカ | 父の母Flanders 1992 栗毛 アメリカ                                    | Starlet Storm                                                        | Storm Bird                                                           | Storm Bird       |
| 父 *バトルプラン Battle Plan 2005 鹿毛 アメリカ | 父の母Flanders 1992 栗毛 アメリカ                                    | Starlet Storm                                                        | Cinegita                                                             |                  |
| 母 ウーマンインレッド 2008 鹿毛 北海道新冠町    | 母の父ステイゴールド 1994 黒鹿毛 北海道白老町                        | *サンデーサイレンス                                                  | Halo                                                                 | Halo             |
| 母 ウーマンインレッド 2008 鹿毛 北海道新冠町    | 母の父ステイゴールド 1994 黒鹿毛 北海道白老町                        | *サンデーサイレンス                                                  | Wishing Well                                                         |                  |
| 母 ウーマンインレッド 2008 鹿毛 北海道新冠町    | 母の父ステイゴールド 1994 黒鹿毛 北海道白老町                        | ゴールデンサッシュ                                                   | *デイクタス                                                          | *デイクタス      |
| 母 ウーマンインレッド 2008 鹿毛 北海道新冠町    | 母の父ステイゴールド 1994 黒鹿毛 北海道白老町                        | ゴールデンサッシュ                                                   | ダイナサツシユ                                                       |                  |
| 母 ウーマンインレッド 2008 鹿毛 北海道新冠町    | 母の母*ミスカスウェル 1997 鹿毛 アメリカ                             | Seattle Slew                                                         | Bold Reasoning                                                       | Bold Reasoning   |
| 母 ウーマンインレッド 2008 鹿毛 北海道新冠町    | 母の母*ミスカスウェル 1997 鹿毛 アメリカ                             | Seattle Slew                                                         | My Charmer                                                           |                  |
| 母 ウーマンインレッド 2008 鹿毛 北海道新冠町    | 母の母*ミスカスウェル 1997 鹿毛 アメリカ                             | Margot                                                               | Nijinsky                                                             | Nijinsky         |
| 母 ウーマンインレッド 2008 鹿毛 北海道新冠町    | 母の母*ミスカスウェル 1997 鹿毛 アメリカ                             | Margot                                                               | Solariat                                                             |                  |
| 母系(F-No.)                                     | (FN:8-f)                                                             | (FN:8-f)                                                             | (FN:8-f)                                                             | [ § 3 ]          |
| 5代内の近親交配                                 | Mr. Prospector: S4×S5・Northern Dancer: S5×S5×M5・Secretariat: S5×M5 | Mr. Prospector: S4×S5・Northern Dancer: S5×S5×M5・Secretariat: S5×M5 | Mr. Prospector: S4×S5・Northern Dancer: S5×S5×M5・Secretariat: S5×M5 | [ § 4 ]          |
| 出典                                            | 1. 2. 3. 4.                                                          | 1. 2. 3. 4.                                                          | 1. 2. 3. 4.                                                          | 1. 2. 3. 4.      |